# Детскијев индекс за процену срчаног ризика
Детскијев индекс за процену срчаног ризикаили Детексијев модификовани индекс за срчани ризик  један је од бодовних система у анестезиологији и хирургији који се примењује за предикцију периоперативних срчаносудовник компликација. Настао је у протеклих пола века, у склопу више покушаја да се преоперативно процени ризик од непожељних кардиолошких догађаја.

## Историја
Детскијев индекс за процену срчаног ризика осмислили су Детски и сарадници 1986. године, када су модификовали оригинални Голдманов мултифакторски индекс додајући му нове факторе ризика као што су ангина пекторис или плућни едем. Тако је настао по његовом аутору настао Детексијев модификовани индекс за срчани ризик (енг. Detskys Modified Cardiac Risk Index). 

## Фактори ризика и бодовни систем
| Фактори ризика | Бодови |
| --- | ------ |
| Старост изнад 70 година | 5      |
| Миокардни инфаркт у претходних 6 месеци                                                                                           | 10     |
| Миокардни инфаркт у периоду дужем од 6 месеци                                                                                     | 5      |
| Класификација канадског кардиоваскуларног удружења за ангину - класа III - класа IV                                               | 10 20  |
| Нестабилна ангина пекторис у претходних 6 месеци                                                                                  | 10     |
| Алвеоларни плућни едем - У претходној недељи - Било када раније                                                                   | 10 5   |
| Суспектна критична аортна стеноза                                                                                                 | 20     |
| Аритмије - Ритам који није синусни или синусни ритам са преткоморским превременим ударима * Више од 5 превремених коморских удара | 5 5    |
| Хитност операције | 10     |
| Лоше опште стање (као у Голдмановим ризикофакторима)                                                                              | 5      |

Овај здравствени алат одређује степен кардиоваскуларног ризика у периоперативном окружењу за пацијенте који представљају факторе срчаног ризика. Ово је засновано на модификованој верзији Детски индекса срчаног ризика и састоји се од 9 потенцијалних фактора ризика за срце (наведених у горњој табели).
- Старост – као и обично кардиоваскуларни фактор ризика.
- Претходни инфаркт миокарда – у личној анамнези и оцртано у последњих 6 месеци или пре много година.
- Нестабилна ангина у последњих 6 месеци – присутна дијагноза личне анамнезе.
- Ангина пекторис – тежина која се додељује овој ставци зависи од класе ангине према класификацији ангине канадског кардиоваскуларног друштва.
- Алвеоларни плућни едем – присутан у тренутку процене или у историји пацијента.
- Сумња на критичну стенозу аорте – као знак атеросклерозе или болести коронарне артерије.
- Аритмија – било који поремећај ритма са шансом за синусни ритам или више од 5 превремених вентрикуларних откуцаја.
- Хитна хирургија – да ли је операција хитна или елективна, без обзира да ли је класификована као велика или мања.
- Општи здравствени статус – поједностављено говорећи да ли је нормално или лоше. Ово је препуштено лекару специјалисту који ради процену да одлучи.

Модификована верзија је додала мало другачију интерпретацију и неке нове варијабле оригиналном резултату , односно ангину и плућни едем. Стратификација ризика је такође промењена тако да садржи три групе ризика: низак, умерен и висок и модификована је алокација бодова.
Предиктивне информације у Детски модификованом калкулатору индекса срчаног ризика односе се на пацијенте који ће бити подвргнути мањој или већој некардијалној операцији. Примери које класе као главне несрчане хирургије укључују васкуларну , главу и врат, ортопедску, интраторакалну и интраперитонеалну. Примери мањих операција укључују процедуре катаракте или простате.
Такође је доступан водич Америчког колеџа за кардиологију (АЦЦ) и Америчког удружења за срце (АХА) који успоставља преоперативну кардиоваскуларну евалуацију.
У поређењу са елективном хируршком интервенцијом, хитна хирургија се сматра процедуром већег ризика која је повезана са великим изменама течности и губитком крви.

## Клинички предиктори или периоперативни срчани ризик
Према већини студија у области периоперативног ризика, три ризичне групе карактеришу следећи фактори ризика:
- Главни фактори ризика су недавни инфаркт миокарда, тешка нестабилна ангина пекторис, декомпензована ЦХФ, АВ блок аритмије или тешка валвуларна болест.
- Умерени фактори ризика су блага ангина пекторис, претходни ИМ, компензована или претходна хронична срчана инсуфицијенција , дијабетес мелитус и бубрежна инсуфицијенција.
- Фактори ниског ризика су доказ абнормалног ЕКГ-а, абнормалног ритма, можданог удара у анамнези, некомпензоване хипертензије, старије животне доби и лошег функционалног скора.

## Стратификација пацијената према Детскијевом модификованом индексу
Овим индексом пацијенти су стратификовани у три класе ризика, које се такође заснивају на укупном броју остварених бодова. 
| Класе ризика | Број поена | Процењен ризик |
| ------------ | ---------- | -------------- |
| Класа I      | 0-15       | Низак ризик    |
| Класа II     | 16-30      | Умерен ризик   |
| Класа III    | 31 и више  | Висок ризик    |

Индекс је пружао предиктивне информације за пацијенте који се подвргавају и малим и великим хируршким операцијама.
Велике хируршке операције укључују
- васкуларне,
- ортопедске,
- торакалне,
- интраперитонеалне,
- операције главе и врата.

Мале хируршку интервенције
- операција катаракте
- трансуретрална хирургија простате,
- операције на кожи

## Значај
У овом индексу кроз додељени број поена наглашен је:
- значај хитности операције (неодложност хируршке интервенције)
- предиктор за нежељен кардиоваскуларни догађај.

## Ограничења
Детскијев индекс за процену срчаног ризика као и други најновији индекси имају предности и ограничења која не дозвољавају њихову примену на сва стања и случајеве, па су потребна даља истраживања да би се успоставио златни стандард за њихову примену.